# Werner Kempf
Werner Kempf (9 de março de 1886 - 6 de janeiro de 1964) foi um oficial alemão que serviu no Deutsches Heer durante a Segunda Guerra Mundial. Foi condecorado com a Cruz de Cavaleiro da Cruz de Ferro com Folhas de Carvalho.

## Carreira
Kempf juntou-se ao Exército Imperial Alemão em 1905; após a Primeira Guerra Mundial, ele serviu na Reichswehr e depois na Wehrmacht. Em outubro de 1937, Kempf assumiu o comando da recém-formada 4ª Brigada Panzer; em janeiro de 1939 foi promovido a Generalmajor. No início da Segunda Guerra Mundial na Europa, ele participou da invasão da Polônia como comandante da Divisão Panzer Kempf, que também era conhecida como Panzerverband Ostpreußen (Grupo Panzer da Prússia Oriental) do 3º Exército sob Georg von Küchler. Como comandante de divisão, ele recebeu a capitulação do Forte Zakroczym, que foi seguido pelo Massacre em Zakroczym , na conclusão da Batalha de Modlin. A divisão retornou à Prússia Oriental no final da campanha da Polônia, e Kempf foi nomeado comandante da 1ª Divisão Leve, renomeada 6ª Divisão Panzer , em 18 de outubro de 1939.
Em 1939 e 1940 Kempf liderou a 6ª Divisão Panzer na Batalha da França. Ele foi condecorado com a Cruz de Cavaleiro da Cruz de Ferro em 3 de junho de 1940 por seu papel na campanha, e foi promovido a Generalleutnant em 1 de agosto de 1940. Em 6 de janeiro de 1941, ele foi ordenado a formar o XXXXVIII Army Corps (motorizado), e tornou-se seu comandante, juntamente com uma promoção a General der Panzertruppe, em 1 de abril de 1941. Com este corpo Kempf participou da Operação Barbarossa, a invasão da União Soviética, a partir de 22 de junho de 1941, como parte do Grupo Panzer 1 de Grupo de Exércitos Sul, onde o corpo participou da Batalha de Uman e Batalha de Kiev (1941), e avançou até Kursk.
A partir de 5 de maio de 1942, ele foi comandante geral do XXXXVIII Corpo Panzer e estava nessa posição em 10 de agosto de 1942, quando recebeu as folhas de carvalho da Cruz de Cavaleiro. Em julho de 1943, ele participou da Batalha de Kursk como comandante do Destacamento do Exército Kempf . De maio a setembro de 1944 foi comandante da Wehrmacht no Báltico. Ele foi então transferido para a reserva de liderança até ser levado ao cativeiro em maio de 1945. Ele foi libertado em 1947.

## Condecorações
| Cruz de Ferro (1914) 2ª Classe                                   | 15 de setembro de 1914  |
| Cruz de Ferro (1914) 1ª Classe                                   | 28 de fevereiro de 1916 |
| Ordem do Mérito Militar, 4ª Classe com Espadas                   |                         |
| Cruz de Friedrich August, 1ª e 2ª Classe                         |                         |
| Cruz de Honra da Guerra Mundial                                  |                         |
| Cruz de Ferro (1939) 2ª Classe                                   | 15 de setembro de 1939  |
| Cruz de Ferro (1939) 1ª Classe                                   | 28 de setembro de 1939  |
| Medalha da Frente Oriental                                       |                         |
| Condecoração por longo tempo serviço na Wehrmacht 4ª à 1ª Classe |                         |
| Ordem de Miguel, o Valente, 3 Classe                             | 6 de novembro de 1942   |
| Cruz de Cavaleiro da Cruz de Ferro                               | 3 de junho de 1940      |
| Cruz de Cavaleiro da Cruz de Ferro com Folhas de Carvalho nº 111 | 10 de agosto de 1942    |